# Рей Мистерио
 Тази статия е за американския кечист.  За мексиканския кечист вижте Рей Мистерио старши.  
О̀скар Гутиѐрес (на испански: Óscar Gutiérrez) е американски професионален кечист, по-известен с името си на ринга Рей Мистѐрио (букв. Крал Загадка). Бие се в Световната федерация по кеч в шоуто Първична сила (RAW).

## Мексико, ECW, WCW (1992 – 2001)
Когато става професионалист, започва да се бие за лидера в Мексико (AAA) и се съюзява с чичо си (Рей Мистерио старши) и враждуват със сем. Гереро. През 1995 Гутиерез подписва с екстремната федерация на Пол Хейман. Дебютът на Мистерио е на „Гангстарски рай“ през 1995, където побеждава Психозис, който също правеше своят дебют. След този мач двамата враждуват до мача „мексиканска смърт“, където Рей печели. След това Мистерио побеждава 3 поредни пъти Хуветуд Гереро.
Гутиерез прави своя дебют в WCW на 16 юни 1996 г., на турнира „Великото американско сбиване“, където предизвиква Дийн Маленко за титлата в полутежка категория. Маленко си запазва титлата през юли на „Сбиване на плажа“. Междуврменно Мистерио побеждажа Психозис за мястото на главен претендент. На 8 юли в ежеседмичното шоу „Нитро“ Рей побеждава и печели своята 1-ва титла в САЩ. След това Мистерио запазва титлата за 3 месеца, но я губи от Маленко в хелоуинския турнир. През 1997 г. той иска изстрел по световната ТВ титла.
Мистерио получава мач за титлата, но я губи заради намесата на Стивън Ригъл. След като през март той губи реванша, започва вражда между него и Новият световен ред(nWo). Враждата достига своя връх, когато Коман побеждава лучадора. След това Мистерио започва вражда със своя истински приятел – Еди Гереро. На Хелоуин Рей побеждава Еди в мач маска срещу титла и така става шампион в полутежка категория за втори път. След това печели титлата в полутежка категория още 3 пъти.

## Вражда с Еди Гереро
След един неуспешен опит за възвръщане на титлата от полутежка категория, Мистерио формира отбор с Роб Ван Дам и се опитва да спечели от Кензо Сузуки и Pене Дюпрее в „Титли“ на 9 декември-издание на Разбиване.
Те успешно защитават титлата срещу бившия шампион на Армагедон, преди да загуби правото на собственост върху Башам братята на 13 януари 2005 година, в издание на Разбиване, след като Ван Дам е пострадал. Мистерио след това партнира с Еди Гереро да спечели обратно Титлите по двойки от Башамс в „Без изход (no way out)“. В отклонение от традиционната резервация, новите шампиони не защитават титлата си на Кеч Мания 21, но вместо това беше един мач срещу всеки друг, в който спечели Рей.

## Световен шампион в тежка категория (2006)
Мистерио печели Кралското Меле 2006 (Royal Rumble 2006) след влизането на второто място и най-накрая премахва Ренди Ортън, за да спечели мача. Когато спечели Мелето, Мистерио получава мач за световната титла в тежка категория на Кеч Мания 22 срещу „Кърт Енгъл и Ренди Ортън“. С продължителност над шестдесет и две минути в мача, Мистерио също така определи рекорд за дълголетие на Кралско Меле. Мистерио е посветил изпълнението в Мелето на Еди Гереро. След неговата победа той поздрави Крис Беноа, Дийн Маленко, Чаво Гереро и Роб Ван Дам – всички близки приятели и семейството на Еди.
На 3 февруари 2006 година, в епизод на Разбиване, разстроен, Ортън прекъсва Мистерио на победната му реч, като предизвиква Мистерио на мач за неговия изстрел на Кеч Мания за световната титла. Както е Мистерио погледна нагоре за насоки относно това решение, Ортън словесно нападнат него и памет на Гереро, казвайки: „Еди не е на небето, а там долу – в ада!“ Мистерио продължи да атакува Ортън и по-късно приема предизвикателството. Ортън побеждава Мистерио в Без изход (No Way Out) след незаконно използване на въжета, за да получи туш. На следващото издание на Разбиване обаче, главния мениджър на Разбиване – Теодор Лонг добавя на Мистерио на мач, което я прави една тройна заплаха мач за световната титла в тежка категория. На Кеч Мания 22, Мистерио побеждава Ортън и след това-Световния шампион-Кърт Енгъл, след като 619-ва Ортън печели първата си титла в тежка категория. След няколко седмици Рей започва връжда с JBL, който тогава е шампион са съединенете щати. След това Mистерио губи он Великия Кали и Марк Хенри. След седмица Рей се бие с Кейн. На „Деня на страшния съд“ JBL губи, но връждата става по-лична когато JBL губи своята титла от Боби Лашли с помощта на световния шампион. След още няколко неуспешни опита Брадшоу губи и своя договор и се пенсионира. На турнира на „ЕCW: За една вечер“ Рей побеждава Сабу, след това в Разбиване побеждава шампиона в полутежка категория Грегори Хеймс. Следващата седмица Мистерио губи от Роб Ван Дам. Следващата защита на титлата е срещу Марк Хенри. Хенри губи чрез дисквалификация. След няколко се дмици лучадора е атакуван от Крал Букър (Букър Т), но Рей си отмъщава като атакува успешно краля. На следващия платен турнир Мистерио губи с помощта на стария си враг Чаво Гереро.

## 2010
Рей Мистерио участва в мач от вида „клетка за елиминация“ за титлата в тежка категория но, мача печели Крис Джерико. Рей започва вражда със Си Ем Пънк като го побеждава на Кечмания но, губи от него на extreme rules. Рей получава отново мач срещу Пънк в който печели и подстригва Пънк. На „фатална четворка“ Fatal 4-Way Рей печели титлата в тежка категория отново, но я губи на Money In The Bank от Кейн. На 27 август епизод на WWE Разбиване Рей беше атакуван от Алберто Дел Рио и отсъства 5 седмици. На 1 октомври Рей се завръща като побеждава Дел Рио. На WWE TLC Мистерио участва в мач с маси стълби и столове за титлата в тежка категория, но губи.

## 2012
Рей Мистерио се завръща на 16 юли, след мача на Алберто Дел Рио срещу Зак Райдър, Дел Рио печели и след пускането на песента му, Рей се появява, никой не може да повярва, след повече от година Рей Мистерио се завърна. Той прави 619 на Алберто Дел Рио и се пуска музиката му. В интервю с Рей зад колисите, той казва:  Аз отново съм тук, и съм тук за да остана до край

### В кеча
- 619 (Six-One-Nine 619-Last coast pop)
- Странична преса
- Супер Де-Де-Те
  - Ураганна атака (Air „Mysterio“ Hurricanrana)
  - Седящо Де-Де-Те (Air Headscissors DDT)
  - Булдог (Bulldog)
  - Приспивателя на дракони (Dragon Sleeper)
  - Летяща преса с тяло (Flying Body-Diving Press)
  - Супер Ритник (Super Kick)
  - Захват на ръката (Hammer Lock)
  - Обратно Естефио (Inverted STF)
  - Падащ лист

## Титли и постижения
- Шампион на федерацията (1 път)
- Световна Титла в тежка категория (2 пъти)
- Интерконтинентален шампион (2 пъти)
- Световен отборен шампион (4 пъти) – с Острието (1), Роб Ван Дам (1), Еди Гереро (1) и Батиста (1)
- Отборен шампион на Разбиване (1 път) – със синът му Доминик
- Шампион в Лека Категория (3 пъти)
- Шампион на Съединените щати (3 пъти)
- Кралско Меле (2006)
- Член на Залата на Славата (2023)
- WCW шампион в полутежка категория (5 пъти)
- WCW отборен шампион в полутежка категория (1 път) – с Били Кидмън
- WCW световен отборен шампион (3 пъти) – с Били Кидмън (1), Коннан (1), Хуветуд Гереро (1)
- AAA зала на славата (2006)
- ААА мексикански шампион по тройки (1 път) – с Октагон и Супер Монеко
- ААА световна луча либре купа 2015 – с Ел Патрон Алберто и Мизтезис
- AAA техника на годината (2015)

## DVD
- Rey Mysterio: 619 (2003)
- Rey Mysterio: The Biggest Little Man (2007)
- WrestleMania(2006)